# Chorozinho-de-bico-comprido
Formigueirinho-de-bico-comprido ou chorozinho-de-bico-comprido (Herpsilochmus longirostris) é uma espécie de ave da família Thamnophilidae.
Pode ser encontrada nos seguintes países: Bolívia e Brasil.
Os seus habitats naturais são: florestas subtropicais ou tropicais húmidas de baixa altitude.